# Sexy and I Know It
Sexy and I Know It è un singolo del gruppo musicale statunitense LMFAO, il terzo singolo estratto dal secondo album in studio Sorry for Party Rocking e pubblicato il 16 settembre 2011.

## Descrizione
Le tematiche trattate dal brano sono principalmente a sfondo sessuale e trattano dell'essere sexy, descrivendo quindi varie situazioni in cui i due membri del duo si ritrovano ad essere notati per via del loro essere sexy.

## Video musicale
Il video del singolo è stato pubblicato il 16 settembre 2011 sul canale VEVO del gruppo e mostra i membri del duo ballare davanti a un gruppo di donne facendo leva sulla sessualità per attrarle. Nel video appaiono numerose persone famose nell'ambito pornografico e non, tra i quali Ron Jeremy, Wilmer Valderrama, Alistair Overeem e Simon Rex. 
Il video è divenuto molto famoso sul web in tutto il mondo per via dell'esplicito wiggling (termine inglese che indica il movimento dei genitali maschili per fini prettamente sessuali) che si può vedere fare dai membri del duo.
Ha ottenuto un miliardo di visualizzazioni a Ottobre 2023.

## Cover
Il cast del noto telefilm Glee ha registrato una cover del brano la quale ha debuttato all'ottantunesima posizione della Billboard Hot 100.

## Tracce
Download digitale
1. Sexy and I Know It – 3:19

Download digitale – The Remixes
1. Sexy and I Know It (Audiobot Remix) – 5:55
2. Sexy and I Know It (Mord Fustang Remix) – 5:19
3. Sexy and I Know It (Tomba and Borgore Remix) – 3:41
4. Sexy and I Know It (LA Riots Remix) – 5:40
5. Sexy and I Know It (DallasK Remix) – 5:40
6. Sexy and I Know It (Fuego's Moombahton Remix) – 3:51
7. Sexy and I Know It (MADEin82 Remix) – 6:01

## Classifiche e vendite

### Classifiche settimanali
| Classifica (2011)             | Posizione massima |
| ----------------------------- | ----------------- |
| Australia                     | 1                 |
| Australia (Dance)             | 1                 |
| Austria                       | 7                 |
| Belgio (Fiandre)              | 6                 |
| Belgio (Fiandre) (Dance)      | 3                 |
| Belgio (Vallonia)             | 5                 |
| Belgio (Vallonia) (Dance)     | 3                 |
| Brasile                       | 43                |
| Brasile (Hot Pop Songs)       | 18                |
| Canada                        | 1                 |
| Colombia                      | 4                 |
| Corea del Sud                 | 32                |
| Danimarca                     | 7                 |
| Finlandia                     | 3                 |
| Francia                       | 3                 |
| Germania                      | 8                 |
| Giappone                      | 42                |
| Irlanda                       | 4                 |
| Italia                        | 38                |
| Israele                       | 1                 |
| Lussemburgo                   | 2                 |
| Messico                       | 3                 |
| Messico (Anglo)               | 4                 |
| Norvegia                      | 3                 |
| Nuova Zelanda                 | 1                 |
| Paesi Bassi (Dutch Top40)     | 1                 |
| Paesi Bassi (Dance Top30)     | 7                 |
| Paesi Bassi                   | 8                 |
| Polonia                       | 6                 |
| Portogallo                    | 7                 |
| Regno Unito                   | 5                 |
| Regno Unito (Dance)           | 2                 |
| Repubblica Ceca               | 12                |
| Romania                       | 71                |
| Russia (Airply)               | 1                 |
| Russia                        | 4                 |
| Scozia                        | 4                 |
| Slovacchia                    | 23                |
| Spagna                        | 4                 |
| Stati Uniti                   | 1                 |
| Stati Uniti (pop)             | 2                 |
| Stati Uniti (Adult Pop)       | 27                |
| Stati Uniti (Dance)           | 1                 |
| Stati Uniti (Dance Mix)       | 2                 |
| Stati Uniti (Hot Latin songs) | 8                 |
| Stati Uniti (R&B songs)       | 93                |
| Stati Uniti (Rap)             | 8                 |
| Stati Uniti (Dance mix)       | 2                 |
| Svezia                        | 2                 |
| Svizzera                      | 7                 |
| Ucraina                       | 23                |
| Ungheria (Dance Top40)        | 3                 |
| Ungheria                      | 4                 |

### Classifiche di fine anno
| Classifica (2011) | Posizione |
| ----------------- | --------- |
| Australia         | 6         |
| Austria           | 61        |
| Danimarca         | 38        |
| Germania          | 72        |
| Nuova Zelanda     | 18        |
| Polonia           | 43        |
| Regno Unito       | 37        |
| Stati Uniti       | 57        |
| Svizzera          | 63        |

| Unità vendute                             |
| ----------------------------------------- |
| - Corea del Sud 650.000 - Francia 180.000 |